# Nymphe-Klasse (1777)
Die Nymphe-Klasse war eine Klasse von drei Fregatten der französischen Marine, die von 1777 bis 1810 in Dienst stand.

## Geschichte
Die zum Typ Frégates de 12 gehörende Klasse wurden von dem Schiffbauingenieur Pierre-Augustin Lamotte dem Älteren entworfen und im Marinearsenal von Brest zwischen 1777 und 1780 gebaut. Sie ist zu unterscheiden von der Fregattenklasse des Typs Frégates de 18 gleichen Namens die von Pierre-Augustin Lamotte dem Jüngeren zwischen 1781 und 1788 in Brest gebaut wurde.

## Einheiten
| Name       | Bauwerft         | Kiellegung  | Stapellauf        | Indienststellung | Verbleib |
| ---------- | ---------------- | ----------- | ----------------- | ---------------- | --- |
| Nymphe     | Arsenal de Brest | April 1777  | 18. August 1777   | November 1777    | Am 10. August 1780 durch die Royal Navy gekapert, als Nymphe in Dienst; am 18. Dezember 1810 im Firth of Forth gesunken |
| Andromaque | Arsenal de Brest | August 1777 | 24. Dezember 1777 | April 1778       | Am 22. August 1796 verbrannt zur Verhinderung einer Kaperung durch die Royal Navy                                       |
| Astrée     | Arsenal de Brest | August 1779 | 16. Mai 1780      | Juli 1780        | Im Mai 1795 auf dem Atlantik verschollen                                                                                |

## Technische Beschreibung
Die Klasse war als Batterieschiff mit einem durchgehenden Geschützdeck konzipiert und hatte eine Länge von 43,85 Metern (Geschützdeck) bzw. 38,65 Metern (Kiel), eine Breite von 11,21 Metern und einen Tiefgang von 5,68 Metern. Sie waren Rahsegler mit drei Masten (Fockmast, Großmast und Kreuzmast). Der Rumpf schloss im Heckbereich mit einem Heckspiegel, in den eine Galerie integriert war, die in die seitlich angebrachten Seitengalerien mündeten. Diese waren aus Repräsentationsgründen durch zeitspeziefische Schnitzereien und Bildhauerarbeiten geschmückt. Die Beplankung war kraweel ausgeführt, das heißt, die Enden der Planken stießen stumpf aufeinander, so dass eine glatte Außenfläche entstand.
Die Bewaffnung der Klasse bestand aus 32 Kanonen.
|                   | Batteriedeck                   | Backdeck                                                     | Achterdeck                                                   | Geschütze (Geschossgewicht) |
| ----------------- | ------------------------------ | ------------------------------------------------------------ | ------------------------------------------------------------ | --------------------------- |
| Design            | 26 × franz. 12-Pfünder         | –                                                            | 6 × franz. 6-Pfünder                                         | 32 Kanonen (85,17 kg)       |
| 1780 (Nymphe)     | 26 × brit. 12-Pfünder          | 2 × brit. 6-Pfünder                                          | 8 × brit. 6-Pfünder                                          | 36 Kanonen (84,351 kg)      |
| 1793 (Andromaque) | 26 × franz. 12-Pfünder-Kanonen | 6 × franz. 6-Pfünder-Kanonen 4 × franz. 36-Pfünder-Haubitzen | 6 × franz. 6-Pfünder-Kanonen 4 × franz. 36-Pfünder-Haubitzen | 36 Geschütze (120,417 kg)   |
| 1794 (Astrée)     | 28 × franz. 12-Pfünder-Kanonen | 8 × franz. 6-Pfünder-Kanonen 4 × franz. 36-Pfünder-Haubitzen | 8 × franz. 6-Pfünder-Kanonen 4 × franz. 36-Pfünder-Haubitzen | 40 Geschütze (129,228 kg)   |

## Besatzung
Die Besatzung hatte eine Stärke von 290 Mann (9 bis 10 Offiziere und 280 Unteroffiziere bzw. Mannschaften).

## Bemerkungen
1. ↑  Bei der Berechnung des Gewichtes einer Breitseite kann es zu unterschieden kommen. Da in der damaligen Zeit ein Pfund, je nach Land, unterschiedliche Gewichtswerte hatte. Das französische Livre hatte z. B. ein Gewicht von 489,506 Gramm während das englische Pound ein Gewicht von 453,592 Gramm hatte.